# Rimanova geometrija
Rimanova geometrija je grana diferencijalne geometrije koja proučava Rimanove mnogostrukosti, glatke mnogostrukosti sa Rimanovim metricima, i.e. sa unutrašnjim proizvodom na tangentnom prostoru u svakoj tački koja glatko varira od tačke do tačke. Ovo daje  specifične lokalne pojmove ugla, dužine luka, površine i zapremine. Integrisanjem njihovih lokalnih doprinosa mogu se izvesti neke druge globalne veličine.
Rimanova geometrija je nastala vizijom Bernharda Rimana izraženom u uvodnom predavanju s nalovom „O hipotezama na kojima se zasniva geometrija”. Radi se o vrlo širokoj i apstraktnoj generalizaciji diferencijalne geometrije površina u R3. Razvoj Rimanove geometrije proizašao je iz sinteze različitih rezultata koji se tiču geometrije površina i ponašanja geodezika na njima, tehnikama koje se mogu primeniti u istraživanju diferencijabilnih mnogostrukosti većih dimenzija. Ona je omogućila formulisanje Ajnštajnove opšte teorije relativnosti, duboko je uticala na teoriju grupa i teoriju reprezentacija, kao i na analizu, i podstakla razvoj algebarske i diferencijalne topologije.

## Uvod
Rimanovu geometriju prvi je generalno predstavio Bernhard Riman u 19. veku. Ona se bavi širokim opsegom geometrija čija se metrička svojstva razlikuju od tačke do tačke, uključujući standardne tipove neeuklidske geometrije.
Rimanova metrika je primenljiva na svaku glatku mnogostrukost, što često pomaže u rešavanju problema diferencijalne topologije. Ona služi i kao ulazni nivo za komplikovaniju strukturu pseudo-Rimanovih mnogostrukosti, koje su (u četiri dimenzije) glavni objekti teorije opšte relativnosti. Ostale generalizacije Rimanove geometrije uključuju Finslerovu geometriju.
Postoji bliska analogija diferencijalne geometrije sa matematičkom strukturom defekata u pravilnim kristalima. Dislokacije i disklinacije proizvode torzije i zakrivljenosti.
Sljedeći članci pružaju korisne uvodne materijale:
- Metrički tenzor
- Rimanova mnogostrukost
- Veza Levi-Civita
- Zakrivljenost
- Tenzor zakrivljenosti
- Spisak tema diferencijalne geometrije
- Rečnik Rimanove i metričke geometrije

## Klasične teoreme
Sledi nepotpuna lista najklasičnijih teorema iz Rimanove geometrije. Izbor je izvršen na bazi njihove važnosti i elegancije formulacije. Većina rezultata može se naći u klasičnoj monografiji Džefa Čegera i D. Ebina (pogledajte ispod). Date formulacije nisu daleko od vrlo preciznih ili najgeneralnijih. Ova lista je orijentisana na one koji već poznaju osnovne definicije i žele da saznaju o čemu se radi u ovim definicijama.

### Opšte teoreme
1. Gaus-Boneova teorema. Integral Gausove zakrivljenosti na kompaktnoj dvodimenzionalnoj Rimanovoj mnogostrukosti je jednak 2πχ(M), gde χ(M) označava Ojlerovu karakteristiku od M. Ova teorema sadrži generalizaciju za bilo koju kompaktnu parno-dimenzionalnu Rimanovu mnogostrukost, pogledajte generalizovanu Gaus-Bonetovu teoremu.
2. Našova teorema ugrađivanja ili fundamentalne teoreme Rimanove geometrije. One navode da svaka Rimanova mnogostrukost može da bude izometrički ugrađena u Euklidov prostor .

### Geometrija u celini
U svim sledećim teoremima su pretpostavljena neka lokalna ponašanja prostora (obično formulisana pretpostavkom zakrivljenosti) da bi se izvele neke od informacija o globalnoj strukturi prostora, uključujući bilo informacije o topološkom tipu mnogostrukosti ili o ponašanju tačaka na „dovoljno velikim” rastojanjima.

#### Ograničenasekcijska zakrivljenost
1. Sferna teorema. Ako je M jednostavno povezana kompaktna n-dimenzionalna Rimanova mnogostrukost sa sekcijskom zakrivljenoti strogo ograničenom između 1/4 i 1, onda je M difiomorfna na sferu.
2. Čigerova teorema ograničenosti. Polazeći od konstanti ,  i , postoji samo konačan broj (do difeomorfizma) kompaktnih -dimenzionalnih Rimanovih mnogostrukosti sa sekcijskom zakrivljenosti || ≤ C, prečnikom ≤  i zapreminom ≥ .
3. Gromova skoro ravna mnogostrukost. Postoji ε > 0 takvo da ako n-dimenziona Rimanova mnogostrukost ima metriku sa sekcijskom zakrivljenosti || ≤  ε i prečnikom ≤ 1 onda je njen konačni pokrivač difeomorfan do nulte mnogostrukosti.

#### Sekcijska zakrivljenost ograničena dole
1. Čiger–Gromolova teorema duše. Ako je M nekompaktna kompletna nenegativno zakrivljena n-dimenziona Rimanova mnogostrukost, onda M sadrži kompaktnu, potpuno geodezijsku podmnogostrukost S takvu da je M difeomorfno na normalnom svežnju od S (S se naziva duša mnogostrukosti M). Konkretno, ako M ima svuda strogo pozitivnu zakrivljenost, tada je ona difeomorfna na . G. Pereljman je 1994. godine dao zapanjujuće elegantan/kratak dokaz pretpostavke duše: M je difeomorfno na  ako ima pozitivnu zakrivljenost u samo jednoj tački.
2. Gromova teorema Betijevog broja. Postoji konstanta C = C(n) takva da ako je M kompaktno povezana n-dimenzionalna Rimanova mnogostrukost sa pozitivnom sekcionom zakrivljenosti onda je suma njenih Betijevih brojeva najviše .
3. Grouv–Petersenova teorema ograničenosti. Polazeći od konstanti ,  i , postoji samo konačno mnogo homotopnih tipova kompaktnih -dimenzionih Rimanovih mnogostrukosti sa sekcionom zakrivljenosti K ≥ C, prečnikom ≤  i zapreminom ≥ .

#### Sekcijska zakrivljenost ograničena gore
1. Kartan-Hadamardova teorema navodi da je kompletno jednostavno povezana Rimanova mnogostrukost M sa nepozitivnom sekcijskom zakrivljenosti difeomorfna na Euklidovom prostoru  sa n = dim M putem eksponencijalne mape u bilo kojoj tački. To implicira da su bilo koje dve tačke jednostavno spojene kompletne Rimanove mnogostrukosti sa nepozitivnom sekcionom zakrivljenosti spojene jedinstvenim geodezikom.
2. Geodezijski protok bilo koje kompaktne Rimanove mnogostrukosti sa negativnom sekcijskom zakrivljenosti je ergodičan.
3. Ako je M kompletna Rimanova mnogostrukost sa sekcionom zakrivljenosti ograničenom gore putem striktno negativne konstante k onda je to  prostor. Konsekventno, njena fundamentalna grupa Γ = π1(M) je Gromov hiperbolik. To ima mnoštvo implikacija za strukturu fundamentalne grupe:

- ona je konačno predstavljena;
- problem reči za Γ ima pozitivno rešenje;
- grupa Γ ima konačnu virtualnu kohomološku dimenziju;
- ona sadrži samo konačno mnogo  elemenata konačnog reda;
- Abelove podgrupe od Γ su virtualno ciklične, tako da ona ne sadrži podgrupu koja je izomorfna na Z&times;Z.

#### Ričijeva zakrivljenost ograničena dole
1. Majersova teorema. Ako kompaktna Rimanova mnogostrukost ima pozitivnu Ričijevu zakrivljenosti, onda je njena fundamentalna grupa konačna.
2. Bohnerova formula. Ako kompaktna Rimanova n-mnogostrukost ima nenegativnu Ričijevu zakrivljenosti, onda je njen privi Betijev broj najviše n, sa jednakošću ako i samo ako je Rimanova mnogostrukost ravan torus.
3. Teorema rascepljenja. Ako kompletna n-dimenziona Rimanova mnogostrukost ima nenegativnu Ričijevu zakrivljenost i pravu liniju (i.e. geodezija koja minimizuje udaljenost na svakom intervalu) onda je ona izometrijska na direktan proizvod realne linije i kompletna (n-1)-dimenziona Rimanova mnogostrukost koja ima nenegativnu Ričijevu zakrivljenost.
4. Bišop-Gromova nejednakost. Zapremina metričke lopte radijusa r u kompletnoj n-dimenzionoj Rimanovoj mnogostrukosti sa pozitivnom Ričijevom zakrivljenosti ima zapreminu koja ne prevazilazi zapreminu lopte istorg radijusa r u Euklidovom prostoru.
5. Gromova teorema kompaktnosti. Set svih Rimanovih mnogostrukosti sa pozitivnom Ričijevom zakrivljenosti i prečnikom od najviše D je prekompaktan u Gromov-Hausdorfovom metriku.

#### Negativna Ričijeva zakrivljenost
1. Izometrijska grupa kompaktne Rimanove mnogostrukosti sa negativnom Ričijevom zakrivljenosti je diskretna.
2. Svaka glatka mnogostrukost dimenzija n ≥ 3 podleže Rimanovom metriku sa negativnom Ričijevom zakrivljenosti.[5] (Ovo ne važi za površine.)

#### Pozitivna skalarna zakrivljenost
1. -dimenzioni torus ne podleže metriku sa pozitivnom skalarnom zakrivljenosti.
2. Ako je radijus injektivnosti kompaktne n-dimenzione Rimanove mnogostrukosti ≥ π onda je prosečna skalarna zakrivljenost najviše .

## Literatura
- Berger, Marcel (2000), Riemannian Geometry During the Second Half of the Twentieth Century, University Lecture Series, 17, Rhode Island: American Mathematical Society, ISBN 0-8218-2052-4. (Provides a historical review and survey, including hundreds of references.)
- Cheeger, Jeff; Ebin, David G. (2008), Comparison theorems in Riemannian geometry, Providence, RI: AMS Chelsea Publishing; Revised reprint of the 1975 original.
- Gallot, Sylvestre; Hulin, Dominique; Lafontaine, Jacques (2004), Riemannian geometry, Universitext (3rd изд.), Berlin: Springer-Verlag
- Jost, Jürgen (2002), Riemannian Geometry and Geometric Analysis, Berlin: Springer-Verlag, ISBN 3-540-42627-2
- Petersen, Peter (2006), Riemannian Geometry, Berlin: Springer-Verlag, ISBN 0-387-98212-4
- From Riemann to Differential Geometry and Relativity (Lizhen Ji, Athanase Papadopoulos,  and Sumio Yamada, Eds.) Springer,  2017, XXXIV, 647 p.   978-3-319-60039-0
- Brendle, Simon; Schoen, Richard M. (2007). „Classification of manifolds with weakly 1/4-pinched curvatures”. Bibcode:2007arXiv0705.3963B. arXiv:0705.3963 .
- do Carmo, Manfredo (1992). Riemannian geometry. Basel: Birkhäuser. ISBN 978-0-8176-3490-2.
- Guillemin, Victor and Pollack, Alan (1974). Differential Topology. ISBN 0-13-212605-2.. Prentice-Hall
- Hirsch, Morris, (1997). Differential Topology. ISBN 0-387-90148-5.. Springer Verlag
- Kirby, Robion C. and Siebenmann, Laurence C. (1977). Foundational Essays on Topological Manifolds. Smoothings, and Triangulations. Princeton University Press. ISBN 0-691-08190-5.
- Lee, John M. (2000). Introduction to Topological Manifolds. ISBN 0-387-98759-2.. Springer-Verlag
- Lee, John M (2003). Introduction to Smooth Manifolds. ISBN 0-387-95495-3. Спољашња веза у |title= (помоћ). Springer-Verlag
- Massey, William S. (1977). Algebraic Topology: An Introduction. ISBN 0-387-90271-6.. Springer-Verlag
- Milnor, John (1997). Topology from the Differentiable Viewpoint. Princeton University Press. ISBN 0-691-04833-9.
- Munkres, James R. (1991). Analysis on Manifolds. ISBN 0-201-51035-9. Спољашња веза у |title= (помоћ). Addison-Wesley (reprinted by Westview Press)
- Munkres, James R. (2000). Topology. ISBN 0-13-181629-2.. Prentice Hall
- Neuwirth, L. P., ed. (1975). Knots, Groups, and 3-Manifolds. Papers Dedicated to the Memory of R. H. Fox. Princeton University Press. ISBN 978-0-691-08170-0.
- Riemann, Bernhard. Gesammelte mathematische Werke und wissenschaftlicher Nachlass. ISBN 3-253-03059-8.. Sändig Reprint
  - Grundlagen für eine allgemeine Theorie der Functionen einer veränderlichen complexen Grösse. The 1851 doctoral thesis in which "manifold" (Mannigfaltigkeit) first appears.
  - Ueber die Hypothesen, welche der Geometrie zu Grunde liegen. The 1854 Göttingen inaugural lecture (Habilitationsschrift).
- Spivak, Michael (1965). Calculus on Manifolds: A Modern Approach to Classical Theorems of Advanced Calculus. ISBN 0-8053-9021-9. Спољашња веза у |title= (помоћ). W.A. Benjamin Inc. (reprinted by Addison-Wesley and Westview Press)
- Spivak, Michael (1999), A Comprehensive Introduction to Differential Geometry (.  (3rd изд.). Недостаје или је празан параметар |title= (помоћ)) Publish or Perish Inc
- Tu, Loring W. (2011). An Introduction to Manifolds (2nd изд.). New York: Springer. ISBN 978-1-4419-7399-3.

## Spoljašnje veze
- Weisstein, Eric W. „Riemannian Geometry”. MathWorld.